# الطاهر ميسوم
سي سبيس.

## حياته
تم انتخابه كبرلماني في عهدة 2012-2017 في ولاية المدية.
أعلن ترشحه للانتخابات الرئاسية يوم 11 جويلية 2018.
التقى مع غاني مهدي في بيته مع رشيد نكاز يوم 26 فيفري 2019 في وهران أين طالبوا الشعب بالخروج في مسيرات ضد العهدة الخامسة.
نشر مقطع في اليوتوب يعب فيها عن فرحه بعد جر وزير العدل الطيب لوح إلى المحكمة.
رفع رئيس جبهة العدالة والتنمية عبد الله جاب الله دعوى قضائية ضده في سبتمير 2019 بعد تصريحات اتهمه فيها باحتكار استيراد الزجاج في الجزائر.